# Liste der Bodendenkmäler in Waldershof
Auf dieser Seite sind die Bodendenkmäler in der Oberpfälzer Stadt Waldershof zusammengestellt. Diese Tabelle ist eine Teilliste der Liste der Bodendenkmäler in Bayern. Grundlage ist die Bayerische Denkmalliste, die auf Basis des Bayerischen Denkmalschutzgesetzes vom 1. Oktober 1973 erstmals erstellt wurde und seither durch das Bayerische Landesamt für Denkmalpflege geführt wird. Die folgenden Angaben ersetzen nicht die rechtsverbindliche Auskunft der Denkmalschutzbehörde.

## Bodendenkmäler in Waldershof

### Bodendenkmäler in der Gemarkung Hohenhard
| Lage                 | Objekt | Akten-Nr.     | Bild |
| -------------------- | --- | ------------- | ---- |
| Hohenhard (Standort) | Archäologische Befunde im Bereich der mittelalterlichen Burgruine Weißenstein. | D-3-6038-0012 |      |
| Hohenhard (Standort) | Archäologische Befunde der frühen Neuzeit im Bereich der Katholischen Kapelle St. Antonius von Padua in Hohenhard, darunter die Spuren von Vorgängerbauten bzw. älterer Bauphasen. | D-3-6038-0033 |      |

### Bodendenkmäler in der Gemarkung Lengenfeld b.Groschlattengrün
| Lage                                     | Objekt                                                            | Akten-Nr.     | Bild |
| ---------------------------------------- | ----------------------------------------------------------------- | ------------- | ---- |
| Lengenfeld b.Groschlattengrün (Standort) | Frühneuzeitlicher Handwerksplatz mit Pechofen.                    | D-3-6038-0036 |      |
| Lengenfeld b.Groschlattengrün (Standort) | Spätmittelalterlicher Handwerksplatz mit Meilern und Ofenanlagen. | D-3-6038-0070 |      |

### Bodendenkmäler in der Gemarkung Poppenreuth
| Lage                   | Objekt | Akten-Nr.     | Bild |
| ---------------------- | --- | ------------- | ---- |
| Poppenreuth (Standort) | Archäologische Befunde im Bereich des frühneuzeitlichen Hofmarkschlosses in Poppenreuth.                               | D-3-6038-0027 |      |
| Poppenreuth (Standort) | Archäologische Befunde der frühen Neuzeit im Bereich der profanierten Schloss-Kirche Mariä Heimsuchung in Poppenreuth. | D-3-6038-0028 |      |

### Bodendenkmäler in der Gemarkung Walbenreuth
| Lage                   | Objekt                                                         | Akten-Nr.     | Bild |
| ---------------------- | -------------------------------------------------------------- | ------------- | ---- |
| Walbenreuth (Standort) | Schanze der Kurbayerischen Landesdefensionslinien (1702/1703). | D-3-6038-0014 |      |

### Bodendenkmäler in der Gemarkung Waldershof
| Lage                  | Objekt | Akten-Nr.     | Bild |
| --------------------- | --- | ------------- | ---- |
| Waldershof (Standort) | Abschnitt der Kurbayerischen Landesdefensionslinien (1702/03) mit einer Redoute. | D-3-6038-0001 |      |
| Waldershof (Standort) | Abschnitt der Kurbayerischen Landesdefensionslinien (1702/03) mit einer Redoute und einer Flesche. | D-3-6038-0002 |      |
| Waldershof (Standort) | Abschnitt der Kurbayerischen Landesdefensionslinien (1702/03). | D-3-6038-0003 |      |
| Waldershof (Standort) | Archäologische Befunde des Mittelalters und der frühen Neuzeit im Bereich der Katholischen Pfarrkirche St. Sebastian in Waldershof, darunter die Spuren von Vorgängerbauten bzw. älterer Bauphasen. Siehe auch: St. Sebastian (Waldershof) | D-3-6038-0019 |      |
| Waldershof (Standort) | Archäologische Befunde im Bereich des ehemaligen Schloss Waldershof, zuvor mittelalterliche Burg. | D-3-6038-0020 |      |